# São Gregório (Melgaço)

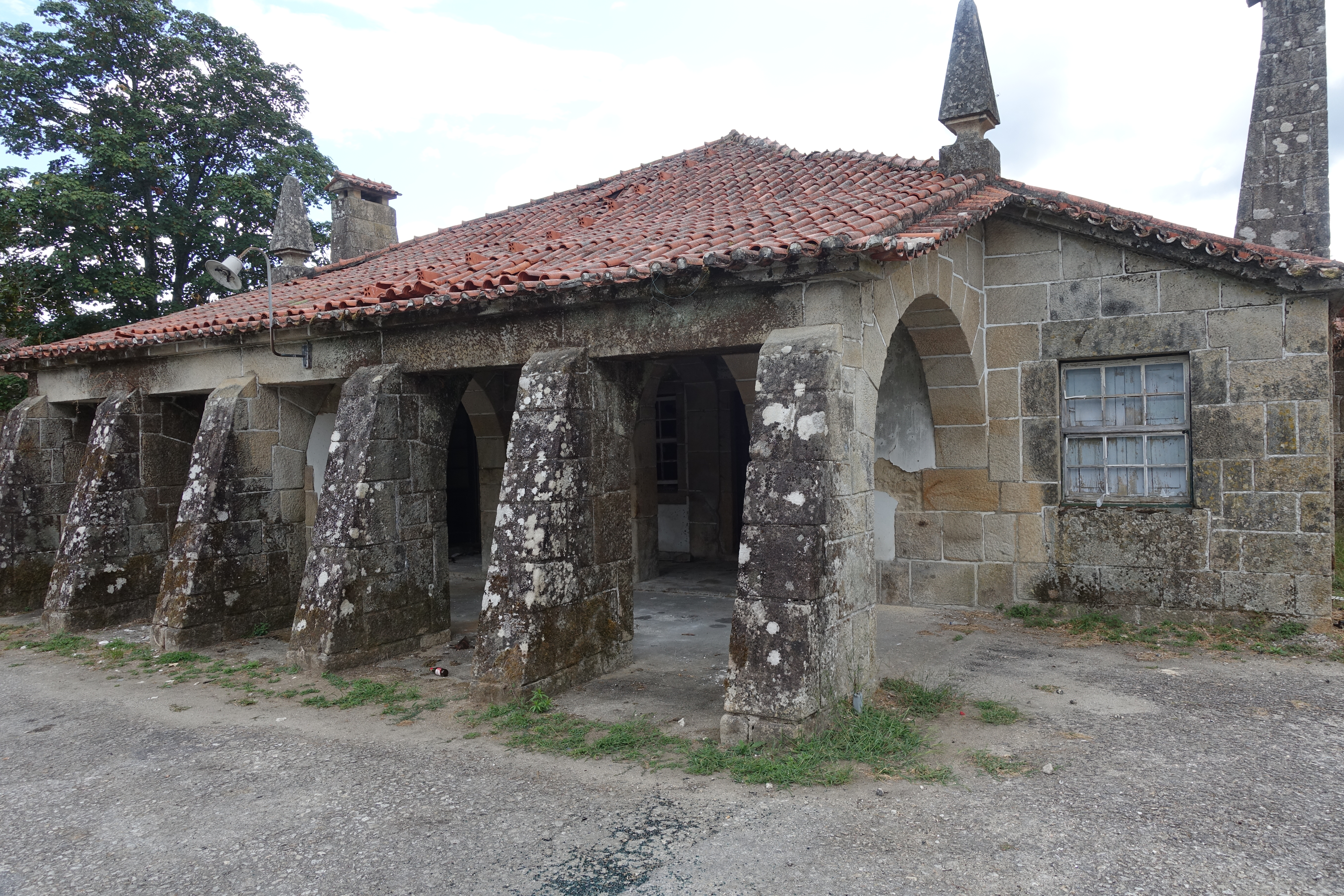
Edifício da antiga Estação Fronteiriça de São Gregório

São Gregório é uma localidade portuguesa da freguesia de Cristóval, município de Melgaço.
Existe uma fronteira com Espanha neste lugar, com Ponte Barxas (concelho de Padrenda) do outro lado do rio Troncoso. Até a entrada en vigor do Acordo de Schengen en 1992 houve no lugar uma alfândega.
Em 2023, os quatro edifícios da antiga Estação Fronteiriça de São Gregório foram cedidos pelo Estado à Câmara de Melgaço, por 50 anos. Em 2024, a Câmara de Melgaço abriu concurso público para concessionar, por 30 anos, as quatro casas da antiga Estação Fronteiriça de São Gregório para fins turísticos, pelo valor base de 540 mil euros.
1. ↑  «Estas casas na fronteira do Alto Minho com a Galiza vão ser concessionadas para turismo»